# Doug McAvoy
Douglas „Doug“ Haig McAvoy (* 29. November 1918 in Kilmarnock; † 1988) war ein schottischer Fußballspieler. In seiner aktiven Karriere als Spieler erreichte er mit dem FC Kilmarnock im Jahr 1938 das Finale im schottischen Pokal.

## Karriere
Doug McAvoy wurde im Jahr 1918 in Kilmarnock, etwa 40 Kilometer südwestlich von Glasgow geboren. McAvoy spielte in seiner Jugend in Cumnock unweit seiner Geburtsstadt entfernt. Im Jahr 1936 kam er zum FC Kilmarnock. In der Saison 1936/37 war er erstmals im Herrenbereich im Einsatz. Im Jahr 1938 erreichte er mit den Killies das Finale im schottischen Pokal das gegen den FC East Fife im Wiederholungsfinale verloren wurde. Im ersten Finalspiel hatte McAvoy ein Tor erzielt.
Mit Kilmarnock spielte er bis 1947 in der Division One. Nachdem der Verein am Ende der Saison 1946/47 in die Division Two abgestiegen war, blieb McAvoy noch ein halbes Jahr für den Verein am Ball. Nach 94 Ligaspielen und 22 Toren verließ der 29-Jährige den Verein im Dezember 1947.
Für 7.000 £ verpflichtete ihn der amtierende englische Meister FC Liverpool. Sein Debüt gab er gegen Stoke City am 3. Januar 1948 an der Anfield Road. McAvoy absolvierte nur ein weiteres Spiel für Liverpool in der First Division gegen den FC Chelsea im Oktober 1948.
Im Jahr 1949 kehrte er zurück nach Schottland und spielte für Queen of the South.